# Fristaden
För andra betydelser, se Fristad (olika betydelser).

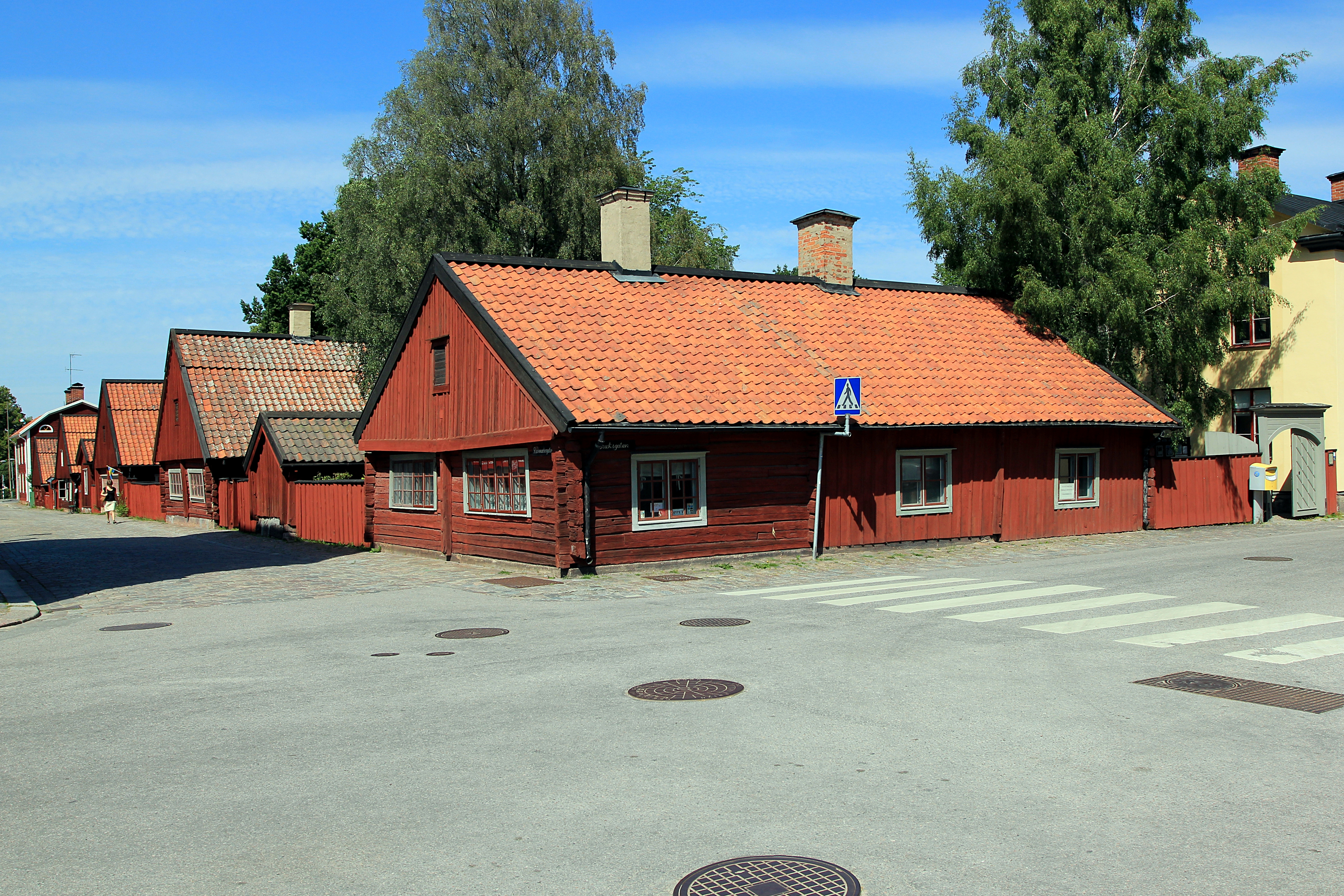
Rademachersmedjorna var en del av fristaden.

Fristaden var den sida om Eskilstunaån i Eskilstuna stad som nu innehåller stadskärnan (Eskilstuna Fors församling ). Den delen av staden var sedan 1771 skattebefriad för inflyttande metallarbetare som startade smedverksamhet i staden. Dessa behövde inte heller gå med i något skrå eller ha ett mästarbrev för att arbeta. Ett flertal smeder lockades till staden och den här perioden lade grunden för att Eskilstuna skulle bli en av landets ledande metallindustriorter.
Fristaden har givit namn åt det centrala Fristadstorget i det moderna Eskilstuna.

## Historia
Riksdagen beslutade 1771 att Eskilstuna Fristad skulle grundas, Sveriges första fristad. I denna fristad skulle småföretagare som ägnade sig åt järn-, stål- eller metallförädling, fritt få etablera sig och bedriva sin verksamhet fria från skråtvång och tullavgifter. Statens önskan var att fristaden skulle främja och utveckla den inhemska järnindustrin.
År 1833 slogs Fristaden samman med Gamla staden, det ursprungliga Eskilstuna. Verksamheten i Fristaden och Carl Gustafs stads gevärsfaktori hade då redan samordnats. Eskilstuna blev då en enda stad men i praktiken var Fristaden och Gamla staden två skilda samhällen under lång tid framåt, med stora spänningar sig emellan.
Först år 1846 skulle resterande Sverige få samma begränsade näringsfrihet i och med Fabriks- och hantverksordningen och Handelsordningen. Det skulle ta ytterligare 18 år innan Förordningen för utvidgad näringsfrihet, år 1864, infördes vilket innebar fullständig näringsfrihet.